# Теренино (городской округ Клин)
Тере́нино — деревня в Клинском районе Московской области России.
Относится к сельскому поселению Петровское, до муниципальной реформы 2006 года относилась к Петровскому сельскому округу. Население — 3 чел. (2010).

## Население
| 1852 | 1859 | 1890 | 1926 | 2002 | 2006 | 2010 |
| ---- | ---- | ---- | ---- | ---- | ---- | ---- |
| 140  | ↘136 | ↗177 | ↘112 | ↘2   | →2   | ↗3   |

## Расположение
Находится вблизи автодороги Р107 Клин — Лотошино, примерно в 17 км к юго-западу от города Клина, на левом берегу реки Малой Сестры (бассейн Иваньковского водохранилища). На территории зарегистрировано два садовых товарищества. Ближайшие населённые пункты — деревни Павельцево, Сметанино и Тихомирово.

## Исторические сведения
В «Списке населённых мест» 1862 года Теренино — казённая деревня 1-го стана Клинского уезда Московской губернии по Волоколамскому тракту, в 21 версте от уездного города, при реке Малой Сестре, с 22 дворами и 136 жителями (64 мужчины, 72 женщины).
По данным на 1890 год входила в состав Петровской волости Клинского уезда, число душ составляло 177 человек.
В 1913 году — 27 дворов.
По материалам Всесоюзной переписи населения 1926 года — деревня Тихомировского сельсовета Петровской волости, проживало 112 жителей (51 мужчина, 61 женщина), насчитывалось 26 хозяйств.
С 1929 года — населённый пункт в составе Клинского района Московской области.